# Vergiftete Wahrheit
Vergiftete Wahrheit (Originaltitel Dark Waters; ursprünglich vorgesehener Titel Dry Run) ist ein US-amerikanisches Drama von Todd Haynes und die Filmadaption eines Berichts von Nathaniel Rich im New York Times Magazine über die 19 Jahre andauernde juristische Auseinandersetzung zwischen Robert Bilott und DuPont. Der Film kam am 22. November 2019 in die US-Kinos. In der Hauptrolle ist Mark Ruffalo als Robert Bilott zu sehen.

## Handlung
1998: Der bei Taft Stettinius & Hollister in Cincinnati angestellte Unternehmensanwalt Robert Bilott hat es nach jahrelangem Bemühen geschafft, den Rang eines offiziellen „Partners“ in der Firma zu erlangen. Sein Arbeitgeber vertritt traditionell große Chemieunternehmen, weshalb Bilott zunächst wenig interessiert an der Übernahme des Falls des Farmers Wilbur Tennant ist, der aus der Wohngegend von Bilotts Großmutter um Parkersburg in West Virginia stammt. Tennant sind seine Kühe weggestorben, nachdem das Chemieunternehmen DuPont das Nachbargrundstück angekauft und das Wasser offenbar vergiftet hatte. Ein Bericht versucht, Tennants angeblich mangelnde Fähigkeiten als Farmer als Grund darzustellen, doch Bilott beginnt die Legalität der Machenschaften von DuPont zu hinterfragen. Als er den Fall übernimmt, stößt er auch innerhalb seiner Firma auf Widerstände, die DuPont zwar nicht vertritt, aber mit dem Konzern als Teil der Chemieindustrie auf freundschaftlichem Fuß steht.
In den folgenden Jahren ermittelt Bilott, dass DuPont chemische Stoffe wie Perfluoroctansäure (PFOA) und andere per- und polyfluorierte Alkylverbindungen einsetzt, obwohl ihnen durch verschiedene interne Studien seit den 1960er-Jahren deren giftige Wirkung bekannt ist. Gegenüber der Regierung und der Öffentlichkeit wurde der Einsatz von PFOA aber verschleiert und verharmlost. Die Mitarbeiter wurden dem PFOA während der Arbeit stark ausgesetzt, ebenso die Einwohner von Parkersburg, da PFOA via Umwelt auch ins Trinkwasser gelangt ist. Die Gefährdung ist zudem nicht nur regional, denn über Produkte wie die Teflonpfanne ist PFOA auch in die Haushalte gelangt. 
Bilott kann einen Schadensersatz für den inzwischen krebskranken Wilbur Tennant erstreiten, kämpft aber anschließend aufgrund der gesamtgesellschaftlichen Gefährdung weiter und schaltet die Environmental Protection Agency ein. Diese verurteilt DuPont zu einer Strafzahlung von 16,5 Millionen US-Dollar, was für den Milliardenkonzern, der allein mit dem Teflon-Geschäft jährlich 1 Milliarde Gewinn erzielt, aber nur Kleingeld ist. Bilott möchte mit seinem kleinen Team aber noch weiter gehen: da auffällig viele Anwohner in Parkersburg an verschiedenen Krankheiten wie Krebs leiden, will er vor Gericht erstreiten, dass DuPont den Bewohnern der Umgebung lebenslang die gesundheitliche Überwachung für Krankheiten bezahlt, die in Zusammenhang mit PFOA stehen. Um eine Chance zu haben, muss ein Zusammenhang zwischen PFOA und den Krankheiten der Anwohner festgestellt werden. Rund 69.000 Menschen geben eine Blutprobe ab.
Es kommt zu jahrelangen Entbehrungen und Krisen. Da die Überprüfung der Tests sieben Jahre andauert, wird Bilott aufgrund der langen Wartezeit für viele Bewohner von Parkersburg zu einer persona non grata. Weil in dem Fall keine Entwicklung erkennbar ist, er aber nicht davon loslassen will, stagnieren Karriere und Gehalt. Er bekommt gesundheitliche Probleme und die Beziehung mit seiner Ehefrau Sarah, mit der er drei Kinder hat, muss Belastungen aushalten, da sie ihm den Rücken frei hält, er aber nur wenig Zeit für die Familie hat.  
Am Ende können sechs schwere Krankheiten in Verbindung mit PFOA gebracht werden, doch DuPont will immer noch nicht zahlen. Somit muss Bilott jeden der über 3.500 Fälle einzeln vor Gericht bringen. Erst nachdem Bilott die ersten drei Fälle mit Schadenersatzzahlungen in Höhe mehrerer Millionen (1,6 + 5,6 + 12,5 Mio.) gewinnt, lässt sich DuPont auf eine Einigung ein und zahlt insgesamt 671 Millionen US-Dollar. Der Film endet mit dem Hinweis, dass angenommen wird, dass PFOA im Blut nahezu aller Lebewesen sei und noch immer mehr als 600 langlebige Chemikalien keiner Kontrolle bzw. Regulierung unterliegen. Des Weiteren sei Robert Bilott nach inzwischen über 20 Jahren weiterhin im Rechtsstreit mit DuPont.

## Produktion
Regie führte Todd Haynes. Der Film basiert auf einem Artikel von Nathaniel Rich im New York Times Magazine mit dem Titel The Lawyer Who Became DuPont’s Worst Nightmare, der von Mario Correa für den Film adaptiert wurde. Anfänglich war Matthew Michael Carnahan mit dieser Arbeit betraut. Der Film behandelt damit dieselbe Thematik wie der investigative Dokumentarfilm The Devil We Know – Das unsichtbare Gift.
Die Dreharbeiten wurden am 14. Januar 2019 in Cincinnati in Ohio begonnen. Als Kameramann fungierte Edward Lachman. Für das Szenenbild wurde Oscar-Preisträgerin Hannah Beachler verpflichtet.
Die Filmmusik komponierte Marcelo Zarvos. Der Soundtrack, der insgesamt 23 Musikstücke umfasst, wurde am 22. November 2019 von Lakeshore Records als Download veröffentlicht.
Die Premiere des Films fand am 28. Oktober 2019 in Hollywood statt. Am 22. November 2019 kam der Film in die US-Kinos und sollte am 16. April 2020 in die deutschen kommen. In den Kinos im französisch- und italienischsprachigen Teil der Schweiz startete er am 26. bzw. 27. Februar 2020; in der Deutschschweiz wurde er wegen der COVID-19-Pandemie auf den 15. Oktober 2020 verschoben. Am 8. Oktober 2020 startete er in deutschen und österreichischen Kinos. Zuvor soll er Ende September, Anfang Oktober 2020 beim Filmfest Hamburg und hiernach beim Film Festival Cologne gezeigt werden. Seit dem 18. Februar 2020 ist der Film digital erhältlich, seit dem 3. März 2020 auch als DVD und Blu-ray.

## Rezeption

### Kritiken und Einspielergebnis

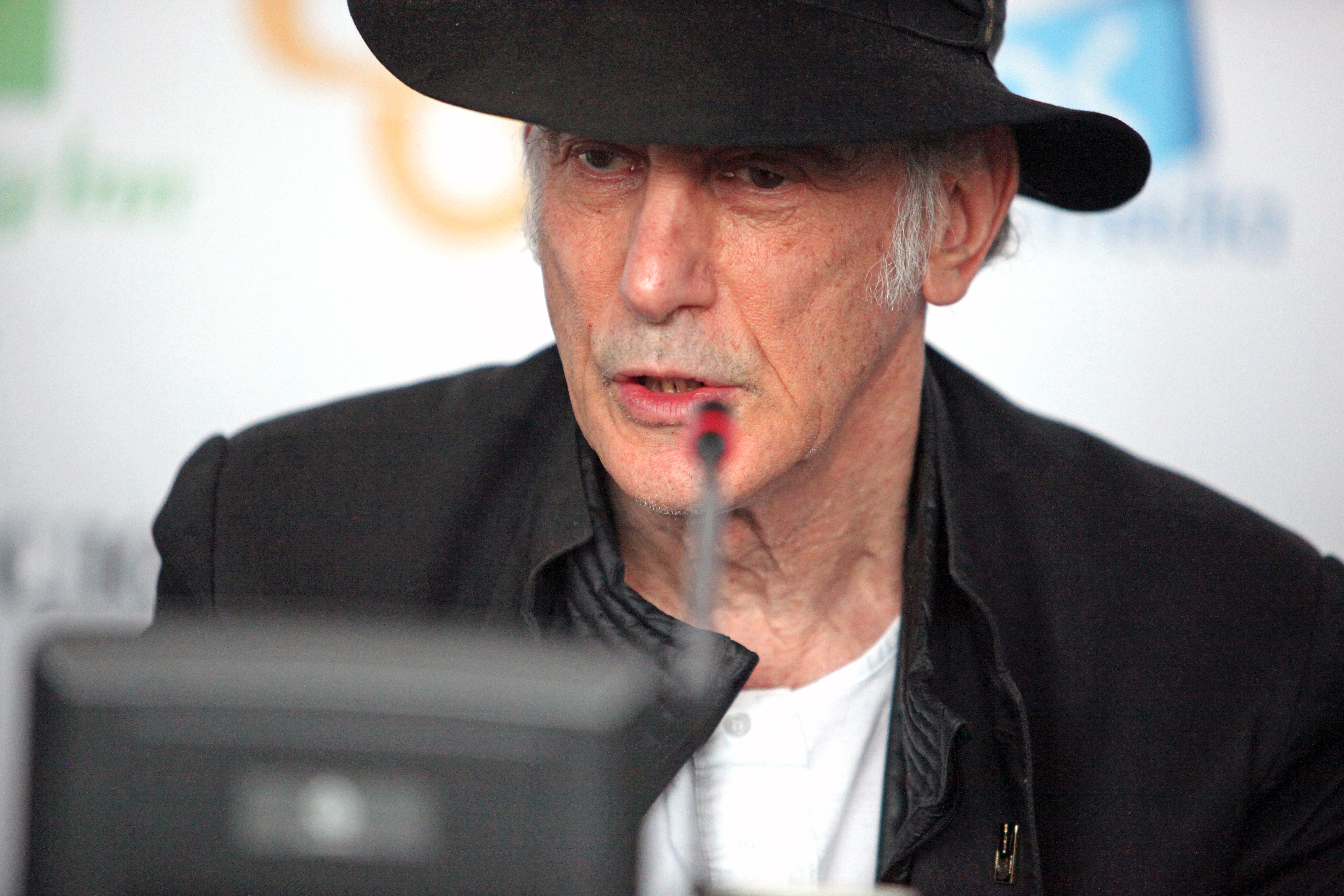
Kameramann Edward Lachman beim Manaki Brothers Film Festival im September 2019

Der Film konnte bislang 89 Prozent der Kritiker bei Rotten Tomatoes überzeugen und erreichte hierbei eine Bewertung von 7,3 der möglichen 10 Punkte.
Die Jury der Evangelischen Filmarbeit empfahl im April 2020 Vergiftete Wahrheit als Film des Monats. In der Begründung heißt es, Todd Haynes zeige, was es seinem Protagonisten abverlangt, sich mit einem einflussreichen Unternehmen anzulegen, das mit aller Macht verhindern will, dass die Wahrheit ans Licht kommt. Der Film vermittle fundiertes Wissen um einen Umweltskandal mit weltweiten Auswirkungen, ohne zu belehren. Die dunklen Farbtöne, in die der Kameramann Edward Lachman die Bilder getaucht habe, spiegelten die abgründige Atmosphäre,  in der sich der mutige Kampf des Anwaltes gegen den mächtigen Chemiekonzern abspiele. Zudem besteche der packende Film durch die herausragende schauspielerische Leistung von Mark Ruffalo.
Der Film konnte weltweit 23,1 Millionen US-Dollar einspielen.

### Einsatz im Unterricht
Das Onlineportal kinofenster.de empfiehlt den Film ab der 10. Klasse für die Unterrichtsfächer Englisch, Deutsch, Chemie, Wirtschaft und Ethik und bietet Materialien zum Film für den Unterricht. Dort schreiben Christian Horn und Ronald Ehlert-Klein, so könnten beispielsweise im Chemieunterricht die Eigenschaften der Perfluoroctansäure besprochen werden, die aufgrund ihrer extremen Persistenz zu den Forever Chemicals zählt und als höchst krebserregend gilt, und diskutiert  werden, was die Verbindung auszeichnet, welchen praktischen Nutzen das Material hat und warum es für Tiere und Menschen so gefährlich ist.

### Verwendung in der Politik
Am Global Forum on Environment 2020 der OECD wurde der Film Be More Persistent Than PFAS mit Ausschnitten aus Dark Waters sowie Voten von Mark Ruffalo, Robert Bilott, Bjørn Hansen und Abgeordneten verschiedener Staaten vorgestellt.

### Auszeichnungen
Satellite Awards 2019
- Nominierung als Bester Hauptdarsteller – Drama (Mark Ruffalo)
- Nominierung für das Beste adaptiertes Drehbuch (Mario Correa, Matthew Michael Carnahan und Nathaniel Rich)[21]

USC Scripter Awards 2020
- Nominierung als Beste Adaption (Matthew Carnahan and Mario Correa nach dem New-York-Times-Magazine-Artikel The Lawyer Who Became DuPont’s Worst Nightmare von Nathaniel Rich)[22]

Environmental Media Award 2020
- Gewinner in der Kategorie Feature Film[23]

## Synchronisation
Die deutsche Synchronisation entstand nach einem Dialogbuch von Marius Clarén und der Dialogregie von Cay-Michael Wolf im Auftrag der Splendid Synchron GmbH, Berlin.
| Darsteller      | Synchronsprecher | Rolle                |
| --------------- | ---------------- | -------------------- |
| Mark Ruffalo    | Norman Matt      | Rob Bilott           |
| Anne Hathaway   | Marie Bierstedt  | Sarah Barlage Bilott |
| Tim Robbins     | Tobias Meister   | Tom Terp             |
| Bill Pullman    | Detlef Bierstedt | Harry Dietzler       |
| Bill Camp       | Axel Lutter      | Wilbur Tennant       |
| Victor Garber   | Bodo Wolf        | Phil Donnelly        |
| Mare Winningham | Andrea Aust      | Darlene Kiger        |